# Treinta Tiranos
El gobierno de los Treinta Tiranos o los Treinta (en griego οἱ Τριάκοντα, hoi Triakonta) fue el nombre que recibió el gobierno oligárquico compuesto de treinta magistrados llamados tiranos, que sucedió a la democracia ateniense al final de la guerra del Peloponeso —en las postrimerías de la guerra de Decelia—, durante menos de un año, en 404 a. C. Aunque breve, durante su gobierno se produjo la matanza del 5 % de la población, la confiscación de propiedades a los ciudadanos y el exilio de demócratas. Se les conoció como los "Treinta Tiranos", debido a sus tácticas crueles y opresivas. Los dos miembros principales fueron Critias, como cabeza de los tiranos, y Terámenes, miembro de la oposición y partidario de una oligarquía más amplia o una democracia más moderada: patrios politeia es decir una democracia solo de hoplitas, excluyendo a los tetes.
Los Treinta constituyeron un gobierno títere proespartano, que, al cabo de un año, después de asesinar a más de mil ciudadanos y metecos cuyos bienes ambicionaban, fue derrocado.

## Historia
Tras la rendición de Atenas en la guerra del Peloponeso, regresaron a la ciudad, en virtud de las condiciones de paz, los exiliados antidemocráticos. Estos conspiradores, aglutinados en torno a Critias, que se llamaban a sí mismo compañeros (ἑταῖροι hetairoi), promovían públicamente la necesidad de un cambio drástico en la constitución (politeia), aunque se disimulaba como un regreso a la "constitución heredada de los padres" (patrios politeia). Se apoyaban en el hecho de que Lisandro estaba reemplazando los regímenes democráticos de los estados vencidos por regímenes oligárquicos proespartanos apoyados en guarniciones espartanas.
Como los prooligárquicos no pudieron, por sí mismos, acabar con el arraigado sentimiento democrático del pueblo, Lisandro, a su regreso de la campaña de Samos, acudió con sus tropas a la Ekklesía (Asamblea popular de Atenas). En ella, Dracóntides propuso nombrar un comité de treinta miembros encargados de revisar las leyes y de redactar una «constitución semejante a la de los padres» y, mientras tanto, se encargarían del gobierno provisional. A pesar de las protestas, la propuesta salió adelante con el apoyo de Terámenes y la amenaza de Lisandro.
Los Treinta fueron elegidos a continuación de la destrucción de los Muros Largos de Atenas y de los del Pireo. En Jenofonte aparece la lista completa: Polícares, Critias, Melobio, Hipóloco, Euclides, Hierón, Mnesíloco, Cremón, Terámenes, Aresias, Diocles, Fedrias, Queréleo, Anecio, Pisón, Sófocles, Eratóstenes, Caricles, Onomacles, Teognis, Esquines, Teógenes, Cleómedes, Erasístrato, Fidón, Dracóntides, Eumates, Aristóteles, Hipómaco y Mnesitides.
Su ideología abarcaba desde el extremismo oligárquico de Critias o Caricles hasta elementos más moderados como Terámenes. No obstante, la actuación general estuvo guiada por los intereses y ambiciones personales.
Los Treinta organizaron un gobierno desde el que ejercían el poder sin límites. El Consejo de los Quinientos (Boulé) fue constituido por personas adictas al régimen. Para el gobierno de El Pireo se designó un consejo de diez personas bajo la dirección de Cármides, pariente de Critias. Otro órgano de once personas (denominados «los Once») se encargó de las prisiones y de las ejecuciones.
Para cubrir las apariencias constitucionales, los treinta abolieron la ley de Efialtes mediante la cual se despojaba al Areópago de su poder y se anularon los tribunales populares en favor de la Boulé. Pero sobre todos estaba el poder de los Treinta, los cuales solicitaron de Esparta el envío de una guarnición, que al mando de Cálibo, se instaló en la Acrópolis.
Ante la presión del moderado Terámenes, el cual reclamaba una constitución que otorgase derechos a una masa ciudadana amplia o al menos a todos los propietarios que pudiesen sufragarse las armas por su cuenta, el resto de los Treinta solo propusieron una lista de tres mil y se las arrebataron a los demás. Se promulgó una ley por la que cualquiera de los Treinta podía condenar a muerte y confiscar los bienes, sin otra forma de proceso, a cualquier ciudadano que no estuviese inscrito en la lista de los tres mil, y solo a estos se les garantizaba un juicio ante la Boulé. La persecución subsiguiente fue más de carácter económico que político. Muchos ciudadanos y metecos fueron procesados y perdieron sus propiedades. Debido a la oposición de Terámenes, este fue llevado a juicio ante la Boulé, donde se defendió con éxito de todos los cargos. Entonces Critias, con el apoyo de la guarnición espartana, borró a Terámenes de la lista de los tres mil y fue condenado a muerte.
Muchos ciudadanos se sintieron amenazados y emprendieron la huida, pero los espartanos obligaron a muchas ciudades a entregarlos a los Treinta. Algunas ciudades, como Tebas y Megara, se negaron a entregar a los exiliados, más por el temor a una Atenas proespartana que por amistad. En Tebas se constituyó un grupo de setenta al mando de Trasíbulo, que se apoderó por sorpresa de la localidad de File, al norte del Ática. Los Treinta enviaron a la caballería y a los Tres mil, los cuales fracasaron en el intento de tomar la localidad o cercarla con un muro. Los Treinta comenzaron a trazar planes para una eventual retirada de la ciudad hacia Eleusis y Salamina. Entretanto, Trasíbulo, que había visto incrementarse el número de partidarios, entró en El Pireo, atrincherándose en Muniquia. Los Treinta acudieron con la guarnición espartana, la caballería y las fuerzas de la ciudad sufriendo un gran descalabro en el cual incluso moriría el propio Critias.
En este estado de desconcierto, unos eran partidarios de la reconciliación con los de El Pireo, otros eran partidarios de proseguir la lucha, y otros, la mayoría, daba por terminado el régimen de terror de los Treinta, que buscaron refugio en Eleusis. Los demócratas de El Pireo recibieron el apoyo de Tebas y de particulares. Por su parte los oligarcas de la ciudad pidieron ayuda a Lisandro, que les envió 100 talentos para contratar mercenarios, mientras que él mismo se encaminó a Atenas para cercar El Pireo por tierra y su hermano Libis por mar.
Pero en 403 a. C., los éforos y el rey espartano Pausanias se acercaron a Atenas para trabajar en pro de la reconciliación de los oligarcas moderados de la ciudad y de los demócratas de El Pireo. Se acordó que Eleusis quedara como ciudad separada de Atenas en manos de los oligarcas y que a ella podrían trasladarse todos los que lo deseasen. Por otra parte, Atenas y El Pireo constituirían una única comunidad. Se decretó una amnistía general mediante la cual se devolvieron los bienes confiscados, quedando excluidos los supervivientes de los Treinta, de "los Diez" que administraban el Pireo, y de los Once encargados de las prisiones. Más adelante, en 401 a. C., el pueblo se inclinó por la reincorporación de Eleusis a la ciudad de Atenas, si bien con una amnistía que impidió cualquier represalia.